# Jurijs Andrejevs
Jurijs Andrejevs est un footballeur et entraîneur letton né le 16 janvier 1957 à Riga. Il évoluait au poste de défenseur et a été sélectionneur de la Lettonie après Aleksandrs Starkovs entre 2004 et 2007.

## Biographie
Durant sa carrière de défenseur, il remporta quelques championnats de la république soviétique de Lettonie en 1985 avec le FK Alfa (en), en 1987 avec le Torpedo Riga mais c'est en tant qu'entraîneur qu'il est davantage connu. 
En effet, depuis 1989, il dirige plusieurs clubs lettons dont le Skonto Riga et a surtout dirigé les sélections lettonnes des moins de 17 ans, de 19 ans puis a été l'adjoint de Aleksandrs Starkovs entre 2001 et 2004, avec qui il a participé au Championnat d'Europe de football 2004, durant laquelle la Lettonie a été éliminée au premier tour.
Après le départ de Starkovs, il devient le sélectionneur principal entre 2004 et 2007, ratant les qualifications pour la Coupe du monde 2006 et de l'Euro 2008. Il a remporté néanmoins la King's Cup 2005 avec la Lettonie.